# Angelo Mosso
Angelo Mosso (Torino, 30 maggio 1846 – Torino, 24 novembre 1910) è stato un medico, fisiologo e archeologo italiano.

## Biografia

### L'infanzia e la giovinezza
Angelo Mosso nasce a Torino il 30 maggio 1846. La sua era una famiglia operaia di Chieri, città nella quale fu portato pochi giorni dopo la nascita. Passò a Chieri l'infanzia e la giovinezza, e da ragazzo aiutò suo padre nel lavoro di fabbro, cosa che gli fece acquisire una notevole abilità manuale e la passione per la costruzione di strumenti meccanici, che gli saranno utili in futuro nell'esercitare la professione di medico. Per tutto il periodo dell'infanzia e della giovinezza dovette convivere con la povertà e le privazioni materiali, e questo rafforzò il suo animo e infuse in lui l'idea di una vita fatta di lotta e sacrifici.
A Chieri frequentò il Ginnasio, anche se non fu uno studente modello, infatti fu espulso dalla classe e successivamente riammesso solo grazie alle imploranti sollecitazioni della madre.Nel novembre 1864, dopo aver fallito in un concorso per un posto al Palazzo del Collegio delle Province, si iscrive alla facoltà di medicina dell'Università di Torino grazie agli sforzi economici del padre. Durante gli studi universitari, attirò su di sé l'attenzione dei professori Filippo De Filippi e Giuseppe Giacinto Moris, con l'aiuto dei quali fu incaricato dell'insegnamento di scienze naturali nel Liceo di Chieri. Quando frequentava il quinto anno di università ricevette l'ordine di partire come soldato. Partì preso dallo sconforto per l'abbandono degli studi, ma la sua lontananza durò poco in quanto il decreto fu revocato.

### La ricerca sperimentale
Si laureò in medicina a Torino nel 1870 ottenendo il massimo dei voti dopo aver presentato una tesi sull'accrescimento del tessuto osseo, che fu molto apprezzata e giudicata degna di stampa. Svolse la professione medica, in qualità di ufficiale medico, a Firenze, Napoli, Salerno e Messina.
Nel 1871 iniziò l'attività di ricerca presso il laboratorio di fisiologia di Firenze diretto da Moritz Schiff: qui compie le sue prime ricerche sperimentali, tra cui si ricordano in particolare quelle sui movimenti dell'esofago. Nel 1873, vinto il premio di perfezionamento all'estero, si recò a Lipsia dove fu allievo del fisiologo Carl Ludwig, apprendendo pertanto la tecnica del metodo grafico per lo studio dinamico dei fenomeni fisiologici che gli permise tre anni più tardi, la messa a punto del primo misuratore di pressione del sangue propriamente detto. Nella città tedesca Mosso si guadagnò tanta stima che gli fu offerto il posto di assistente da due Istituti di Fisiologia, ma egli rifiutò in entrambi i casi. Prima di ritornare in Italia si trattenne per alcuni mesi a Parigi e proseguì gli studi con Ernst Wilhelm von Brücke, Emil Du Bois-Reymond, Claude Bernard e soprattutto Étienne-Jules Marey del quale divenne amico fraterno.
Tornato in patria, frequentò assiduamente l'Istituto di fisiologia di Torino. Nel 1875 fu nominato professore di farmacologia e nel 1879, all'età di 33 anni, successe a Jacob Moleschott alla cattedra di fisiologia, di cui fu direttore per 25 anni. In quello stesso anno l'Accademia Nazionale dei Lincei gli decretò il Premio Reale per l'opera Sulla circolazione del sangue nel cervello dell'uomo e tre anni più tardi il Mosso fu nominato socio Nazionale della stessa. Durante il periodo in cui diresse l'Istituto di fisiologia di Torino, ci fu un periodo di grande splendore per la biologia e la fisiologia italiane, infatti attorno al Mosso si radunavano i migliori ricercatori provenienti da tutte le regioni italiane. Egli proseguì le sue ricerche e pubblicò nel corso di questi anni molte tra le sue opere più importanti, tra cui La paura (1884), La fatica (1891) e L'uomo sulle Alpi (1897).

### Gli ultimi anni e l'archeologia

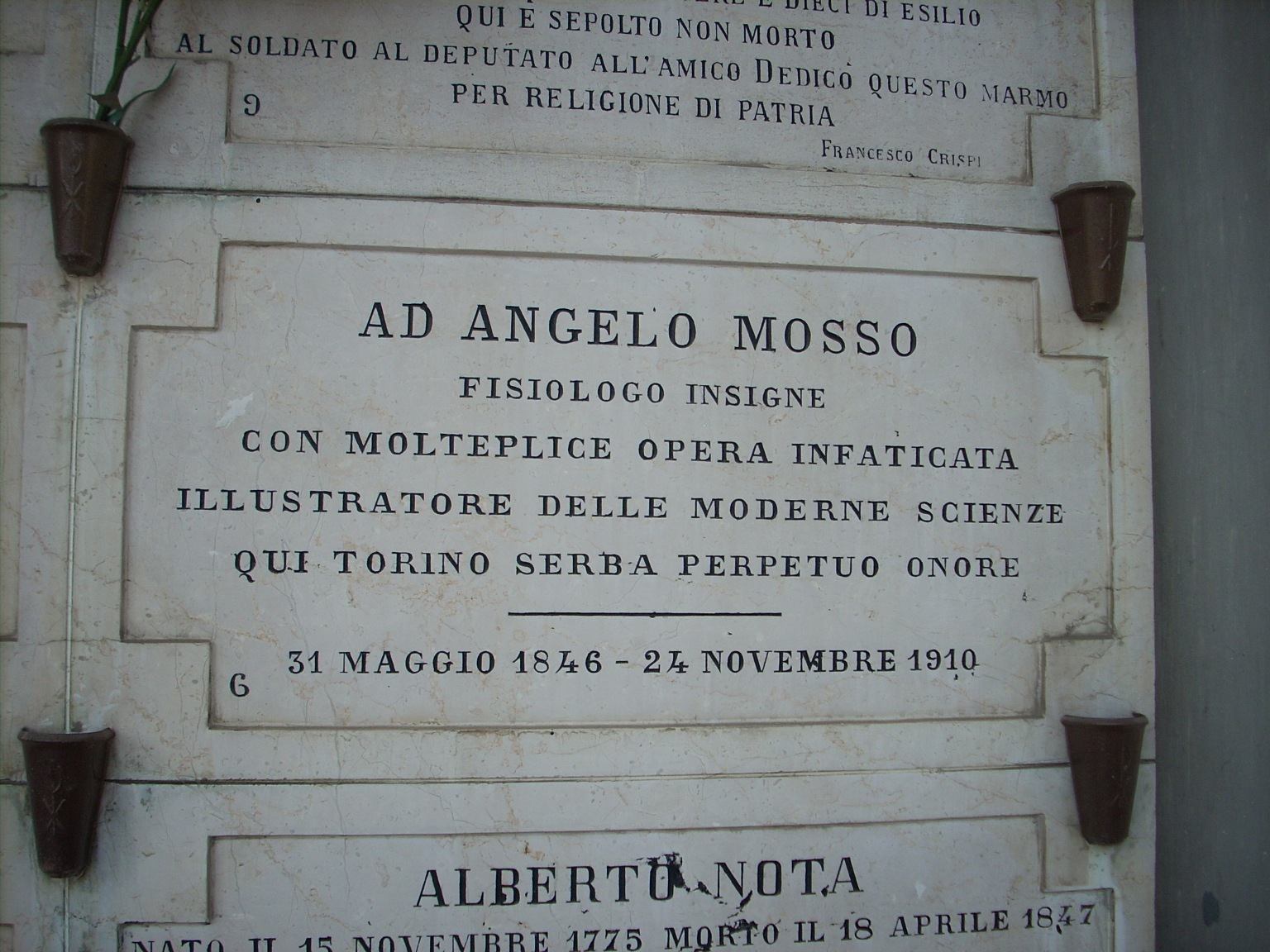
La tomba in cui è sepolto Angelo Mosso nel Cimitero monumentale di Torino.

Fu nominato senatore nel 1904, lo stesso anno in cui fu colpito da una grave malattia spinale che ne segnò gli ultimi anni di vita. I medici consigliano a Mosso di stare lontano dai laboratori e dalle biblioteche (nelle quali passava gran parte del tempo, immerso nella lettura) e di riposarsi per ritardare il possibile progresso della malattia. Egli adattò il consiglio a suo modo, e cioè cambiando lavoro, dato che per lui l'ozio era peggio della malattia: tra il 1904 e il 1907 si dedicò quindi all'archeologia. Eseguì delle ricerche archeologiche a Creta cercando inoltre di quantificare i dati antropometrici dei reperti. Partecipò inoltre a numerose campagne di scavo nel Sud dell'Italia: in Sicilia, in Calabria, a Tarquinia e in Puglia. Qui, il 6 agosto 1909 scoprì con Francesco Samarelli e Michele Gervasio il dolmen della Chianca. Morì il 24 novembre del 1910, dopo che alcuni giorni prima era stato colto da un malessere diventato poi tabe dorsale, sopportando con fermezza le atroci sofferenze, come del resto aveva fatto per tutta la vita.
Alla sua memoria l'Aeronautica Militare ha intitolato l'Istituto di Medicina Aeronautica e Spaziale di Milano Linate.

## Lavori fisiologici
Tra le numerose ricerche di Angelo Mosso, si ricordano principalmente quelle sulla paura, sul lavoro e la fatica muscolare sull'altitudine. Non vanno dimenticati gli studi sulla circolazione sanguigna cerebrale nell'uomo, grazie ai quali vinse nel 1879 il premio reale dei Lincei. Analizzò le diverse oscillazioni pulsatorie, positive o negative, dipendenti dalla contrazione del cuore. Meno felici furono le ricerche sulla genesi e sulle metamorfosi dei corpuscoli del sangue, nelle quali sostenne idee che non furono poi confermate dalle indagini successive, ma si rivelarono comunque utili a far nascere un movimento di revisione delle dottrine dell'emopoiesi.
Studiò la respirazione e nel volume Fisiologia dell'uomo sulle Alpi raccolse le sue ricerche sui benefici dell'aria di montagna per l'organismo umano dopo l'esperienza maturata grazie alle ascensioni al Monte Rosa. Durante i suoi viaggi all'estero, apprese della necessità di rendere noto agli stranieri ciò che veniva fatto in Italia per la ricerca biologica, e incominciò quindi la pubblicazione degli Archives italiennes de biologie che furono per molti anni un buon mezzo per far conoscere all'estero la produzione biologica italiana. Grazie a una sua idea, che egli presentò al 5º Congresso internazionale dei fisiologi (tenutosi a Torino nel 1901), furono costruiti sul Col d'Olen a 3000 metri d'altezza, i Laboratori scientifici Angelo Mosso, inaugurati solennemente nel 1907. Angelo Mosso è anche considerato un pioniere nell’ambito delle neuroscienze. Negli anni Ottanta dell’Ottocento ha inventato la prima tecnica di neuroimaging funzionale della storia, conosciuta come la ‘bilancia della circolazione umana’. Questo strumento era capace di misurare in modo non invasivo la ridistribuzione del sangue durante l’attività emotiva e intellettuale. Il manoscritto che descrive i primi esprimenti fatti con la ‘bilancia della circolazione umana’ è stato riscoperto da Stefano Sandrone e colleghi nel 2013.

### La riforma dell'educazione fisica
Il successo delle sue pubblicazioni spinse il Mosso ad un nuovo obiettivo, infondere negli italiani la volontà di migliorarsi fisicamente. Nei suoi scritti Educazione fisica della gioventù e Riforma della ginnastica si scaglia contro i sistemi nei quali non si pensa ad altro che al cervello. Secondo Mosso l'uomo deve formarsi tutto intero, fisicamente, moralmente e intellettualmente, e per fare ciò l'ideale sarebbe stato un ritorno alla tradizione greco-romana del pentathlon e dei giochi ginnici all'aria aperta, atti ad irrobustire la gioventù divertendosi. Le sue idee riscossero molti consensi e altrettanti scetticismi, ma dopo aver lottato con perseveranza per questo scopo, coinvolgendovi uomini di governo e scienziati, ottenne una riforma che prevedeva l'introduzione dell'educazione fisica nelle scuole.
Fu presidente della Ginnastica Torino dal 1896 alla morte.

### Strumenti di lavoro

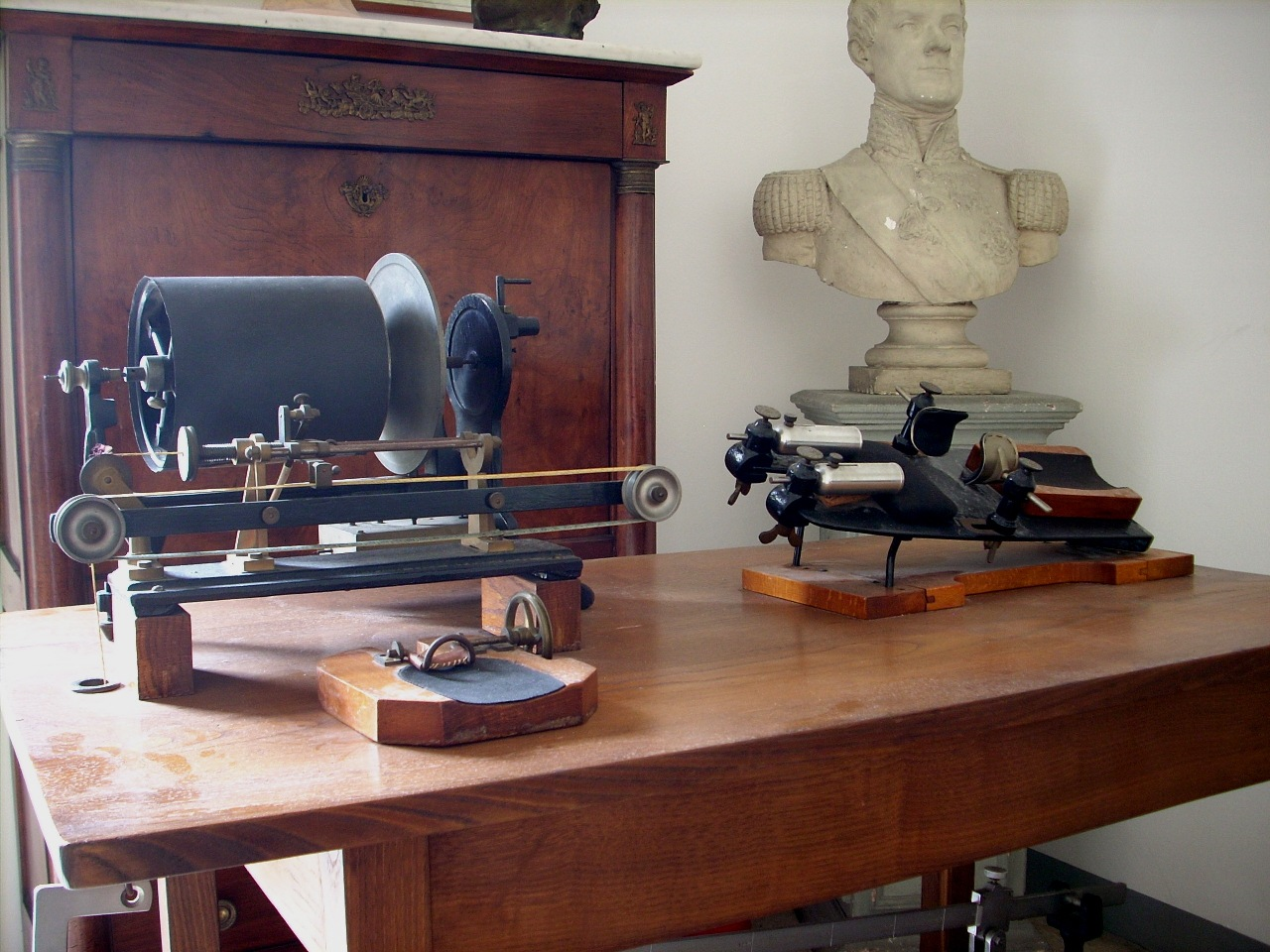
L'ergografo costruito e utilizzato da Mosso per i suoi studi, oggi conservato nell'Accademia di Medicina di Torino.

Angelo Mosso, con l'aiuto dei suoi assistenti, inventava e costruiva da sé gli strumenti utilizzati poi nelle sue ricerche. Tra questi ricordiamo lo sfigmomanometro, per rilevare la pressione sanguigna, il ponometro, che gli permise di disegnare la curva con la quale cresce lo sforzo nervoso in funzione della fatica, l'ergografo, con cui ottenne la rappresentazione grafica del decorso della fatica dei muscoli flessori della mano, il miotonometro per rilevare variazioni della tonicità muscolare, l'idrosfigmografo e il pletismografo. Sostituendo con recipienti della giusta forma il cilindro che nel pletismografo accoglie l'avambraccio, ottenne apparecchi per lo studio dei movimenti vasali della mano, della gamba e del piede.
Grazie al ritrovamento negli archivi della Reale Accademia dei Lincei di inediti manoscritti in cui Mosso descrive i suoi esperimenti sul rapporto fra la circolazione sanguigna e l'attività cerebrale tramite una particolare tavola basculante, ha portato la comunità scientifica a ritenere questo strumento un precursore delle moderne tecnologie di neuroimaging funzionale.

## Pubblicazioni

### Volumi
- Angelo Mosso, La Paura, Milano, Treves, 1884.

- Angelo Mosso, La Fatica, Milano, Treves, 1891.

- Angelo Mosso, L'Educazione Fisica della Gioventù, Milano, Treves, 1893.

- Angelo Mosso, La Fatigue Intellectuelle et Physique, Paris, Alcan, 1894.

- Angelo Mosso, La Temperatura nel Cervello, Milano, Treves, 1894.

- Angelo Mosso, Fisiologia dell'uomo Sulle Alpi, Milano, Treves, 1894.
- Angelo Mosso, Mesmer e il magnetismo, Milano, Treves, 1897.
- Angelo Mosso, Life of Men on the High Alps, London, Fisher Unwin, 1898.

- Angelo Mosso, La Rassomiglianza del mal di Montagna Coll'avvelenamento per Ossido di Carbonio, Milano, Treves, 1900.

- Angelo Mosso, Mens Sana in Corpore Sano, Milano, Treves, 1903.

- Angelo Mosso, Vita Moderna degli Italiani, Milano, Treves, 1905.

- Angelo Mosso, Escursioni nel Mediterraneo e gli Scavi di Creta, Milano, Treves, 1907.

- Angelo Mosso, La Fatica, Firenze, Giunti, 2001.

### Articoli su riviste
- Mosso, A, L'irritazione del cervello per anemia, in Lo Sperimentale, vol. 30, 1872,  pp. 358-368.

- Mosso, A, Introduzione ad una serie di esperienze sui movimenti del cervello nell'uomo, in Archivio Scienze Mediche, vol. 13, 1876,  pp. 245-278.

- Mosso, A, Sulle variazioni locali del polso nell'antibraccio dell'uomo, in Real Acc Sci Torino, vol. 13, 1877,  pp. 34-78.

- Mosso, A, Sulla circolazione del sangue nel cervello dell'uomo, in Mem Real Acc Lincei, vol. 5, 1880,  pp. 237-358.

- Mosso, A, Applicazione della bilancia allo studio della circolazione del sangue nell'uomo, in Real Acc Sci orino, vol. 17, 1883,  pp. 534-535.

- Mosso, A, La respirazione di lusso la respirazione periodica, in Real Acc Lincei, vol. 4, 1884,  pp. 457-519.

- Mosso, A, La respirazione dell'uomo sulle alte montagne, in Real Acc Sci Torino, vol. 4, 1884,  pp. 1-10.

- Mosso, A, Le leggi della fatica studiate nei muscoli dell'uomo, in Arch Ital Biol, vol. 13, 1889,  pp. 123-86.

- Mosso, A, Carl Ludwig, in Nuova Antologia di Scienze, vol. 56, 1895,  pp. 667-677.

- Mosso, A, Descrizione di un miotonometro per studiare la tonicità dei muscoli nell'uomo, in Real Acc Sci Torino, vol. 120, 1896,  pp. 1805-1806.

- Mosso, A, Description d'un myotonomètre pour ètudier la tonicitè des muscles chez l'homme, in Archiv Italiennes de Biologie, vol. 25, 1896,  pp. 349-384.

- Mosso, A, L'acapnia prodotta nell'uomo dalla diminuita pressione barometrica, in Real Acc Lincei, vol. 1, 1903,  pp. 453-459.

- Mosso, A, Teoria della tonicità muscolare basata sulla doppia innervazione dei muscoli striati, in Real Acc Lincei, vol. 13, 1905,  pp. 174-180.

- Mosso, A, L'anidride carbonica come rimedio del mal di montagna, in Real Acc Lincei, vol. 14, 1905,  pp. 308-316.

- Mosso, A, La respirazione periodica, in Real Acc Sci Torino, vol. 55, 1905,  pp. 27-68.

## Riconoscimenti
Fu socio di numerose accademie in Italia e all'estero, fra cui:
- Accademia dei XL, dal 1897
- Accademia Nazionale dei Lincei